# St. Michael (Billigheim)

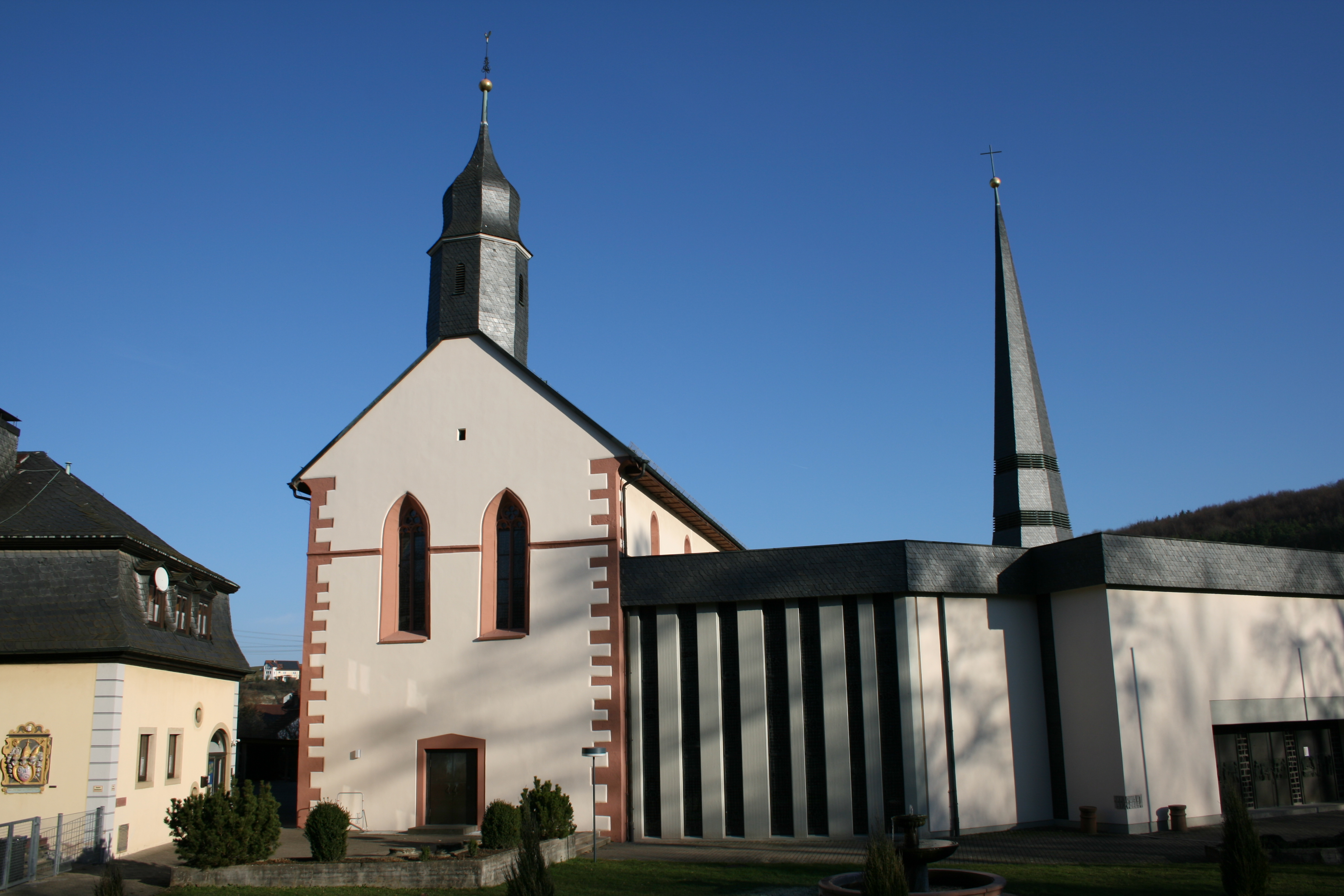
Pfarrkirche St. Michael in Billigheim

Die katholische Pfarrkirche St. Michael in der Ortsmitte von Billigheim im Odenwald geht auf eine mittelalterliche Klosterkirche zurück, wurde 1584 Pfarrkirche und erhielt ihre heutige Gestalt durch Umbau in den Jahren 1971 bis 1975. An das einst bedeutende Kloster Billigheim erinnert außerdem noch die benachbarte Remise.

## Geschichte
Die Kirche wurde im 12. Jahrhundert als Klosterkirche des Klosters Billigheim erbaut. Der älteste Bauteil ist das romanische Langhaus, das ursprünglich einen Seitenflügel der quadratischen Klosteranlage bildete und später gotisiert wurde. Auch der eichenhölzerne Dachstuhl stammt noch aus dem 12. Jahrhundert und gilt als kunstgeschichtliche Kostbarkeit. Die ursprüngliche Kirche hatte keinen Turm, lediglich ein barocker Dachreiter wurde später aufgesetzt.
Mit Aufhebung des Klosters 1584 wurden die restlichen Klostergebäude abgerissen. Die Klosterkirche ersetzte die desolate frühere katholische Pfarrkirche und wurde wie diese dem heiligen Michael geweiht.
Eine Barockausstattung aus dem 18. Jahrhundert wurde im Zuge einer Regotisierung 1878/79 wieder entfernt, das Ergebnis der Renovierung sorgte jedoch rasch für Unmut, so dass ab 1914 eine umfassende Renovierung der Kirche diskutiert wurde. Als die Kirche nach dem Zweiten Weltkrieg aufgrund des Bevölkerungswachstums von Billigheim zu klein geworden war, wurden die Renovierungspläne mit Planungen für einen Erweiterungsbau ergänzt. 1969 waren die Planungen abgeschlossen. 1971–1975 wurde die Kirche durch den unregelmäßig trapezförmigen Erweiterungsbau und den freistehenden spitzkegeligen Glockenturm vergrößert.

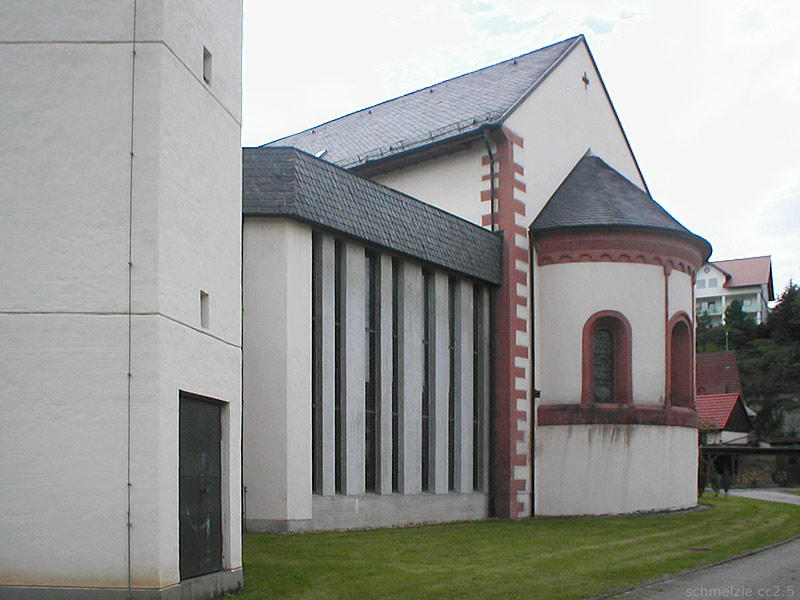
Apsis St. Michael
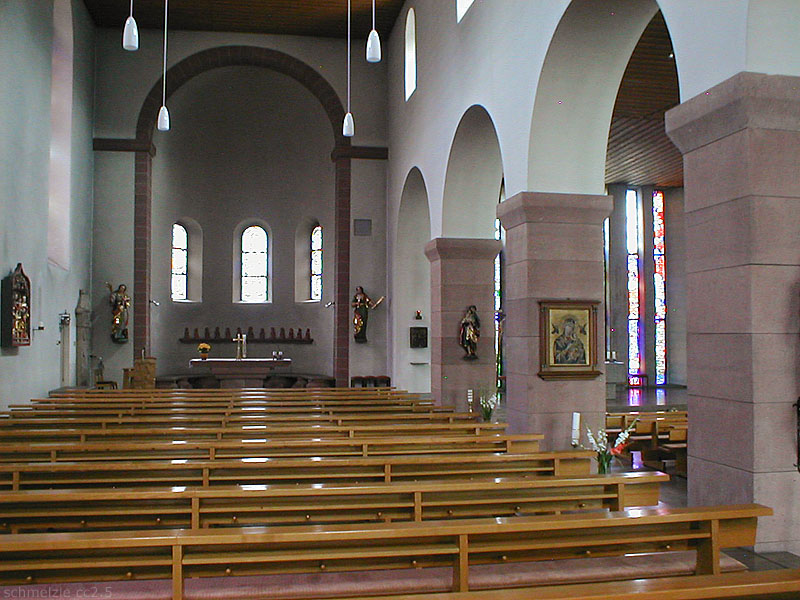
St. Michael, Langhaus
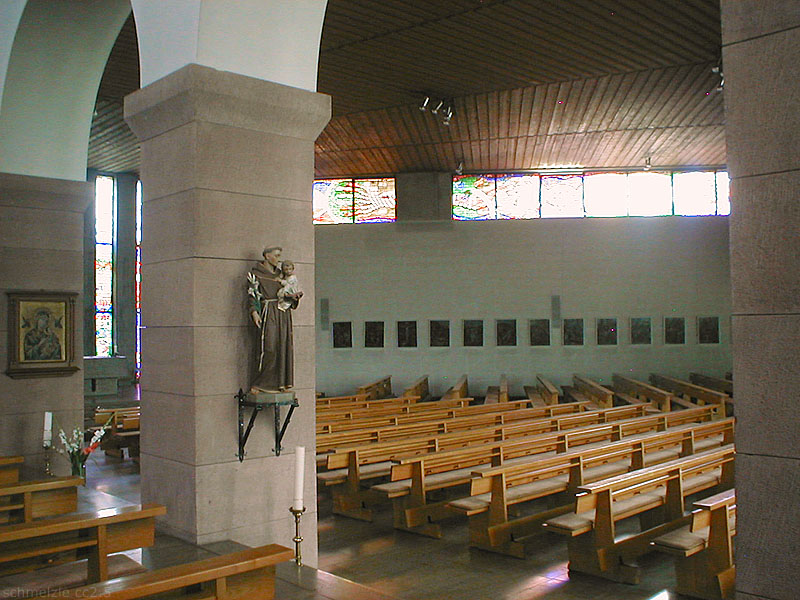
St. Michael, Erweiterungsbau

## Ausstattung

### Architektur und Bauschmuck
Der 1971–75 an der südlichen Längsseite erfolgte Anbau ist flächenmäßig größer als das alte Langhaus, er ordnet sich durch seine geringe Deckenhöhe (7 Meter) jedoch diskret unter. Der Durchgang von Altbau zu Neubau wird durch vier in die frühere Außenwand geschnittene Arkadenbögen erzielt. Der Altar vor der Apsis mit Renaissance-Taufstein und Apostelgruppe besteht aus einer schlichten Sandsteinplatte, ein zweiter Altar im Erweiterungsbau ist ebenfalls schlicht in Muschelkalk gehalten. Die Farbverglasungen wurden von Franz Dewald gestaltet. Sie zeigen in den gotischen Fenstern des Langhauses Szene aus dem Marienleben, in der Apsis Szenen aus dem Leben Jesu und im Erweiterungsbau Blumenmotive sowie Szenen aus der Geheimen Offenbarung. Die Haupteingangstüren zum Erweiterungsbau zeigen sechs Bronze-Reliefs mit gegenwartsbezogenen Barmherzigkeitsszenen und wurden von Wilhelm Müller gestaltet, der auch den Muschelkalkaltar und verschiedenes andere Schmuckwerk der Kirche entworfen hat. Die Ausstattung der Kirche umfasst trotz der erfolgten Umbauten und der Beschränkung auf zisterziensische Strenge zahlreiche historische Relikte, u. a. fünf Epitaphe von Äbtissinnen des Klosters, darunter Elisabeth von Helmstatt († 1371), Dorothea Hagenbuchin († 1561) und die letzte Äbtissin Veronika von Günderode († 1568). Das ehemalige große spätgotische Altarkreuz befindet sich über dem nördlichen Eingang. An verschiedenen Stellen der Kirche sind weitere barocke Heiligenfiguren zu sehen.

### Marienaltar

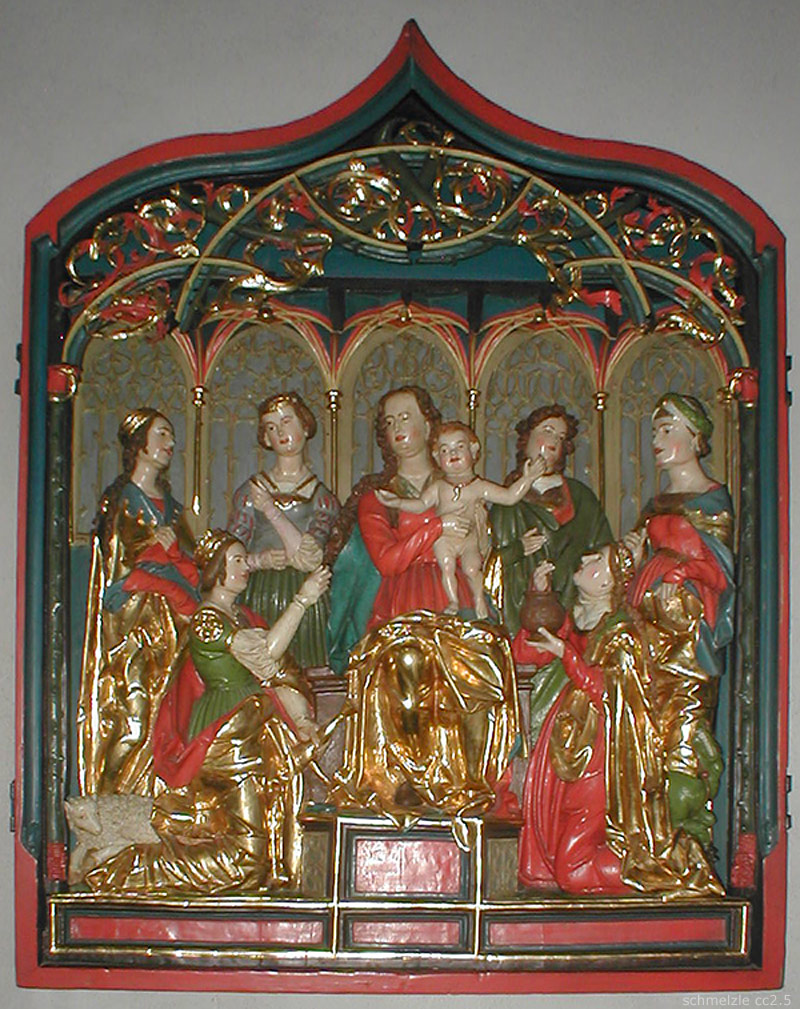
Marienaltar im Langhaus

Als bedeutendster Kunstschatz der Kirche kann das kleine Marienaltärchen im Langhaus gelten. Der einzig erhaltene Mittelschrein (Altarflügel und Predella fehlen) zeigt eine als Hochrelief aus Lindenholz gefertigte Gruppe von Maria mit dem Kind, umgeben von sechs weiblichen Heiligen, die nicht alle durch Attribute kenntlich sind, vor fünf angedeuteten Maßwerkfenstern. Der etwa 1,50 Meter hohe und 1,15 Meter breite Altar ist stilistisch mit dem Marienaltar in der Stadtkirche Schwaigern eng verwandt und wohl um 1530–35 in Heilbronn entstanden. Die ursprüngliche Fassung stammt vermutlich von Jerg Kugler. Der Altar befand sich einst im (1902 abgebrannten) Billigheimer Schloss und wurde um 1880 von den Grafen von Leiningen der Kirchengemeinde vermacht.

### Glocken und Orgel
Die fünf Glocken im freistehenden Glockenturm wurden 1972 gegossen und haben die Schlagtöne es1–f1–ges1–b1−des2. Die sechste Glocke im Dachreiter stammt von 1927 und hat den Schlagton es2.
Die zweimanualige Kirchenorgel mit 18 Registern wurde 1981 bei Vleugels in Hardheim gefertigt.

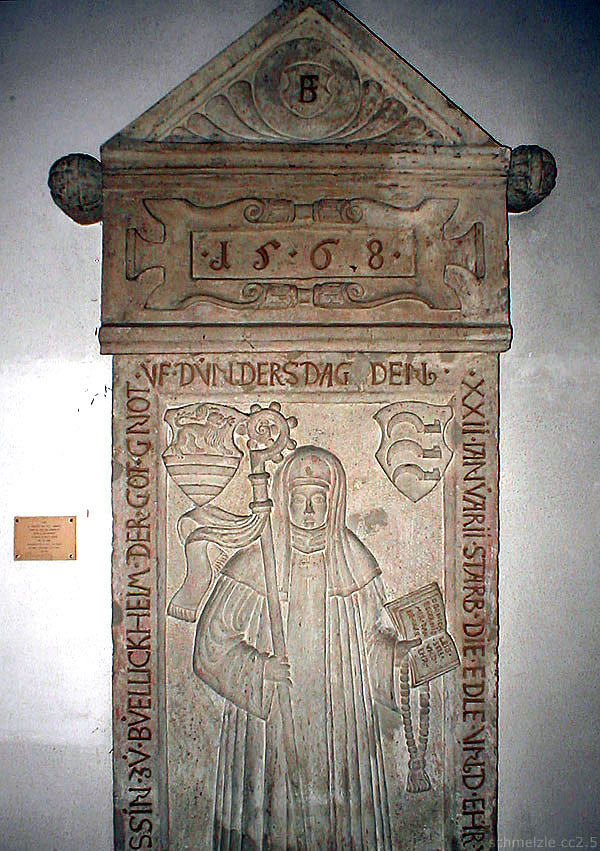
Epitaph Günderode
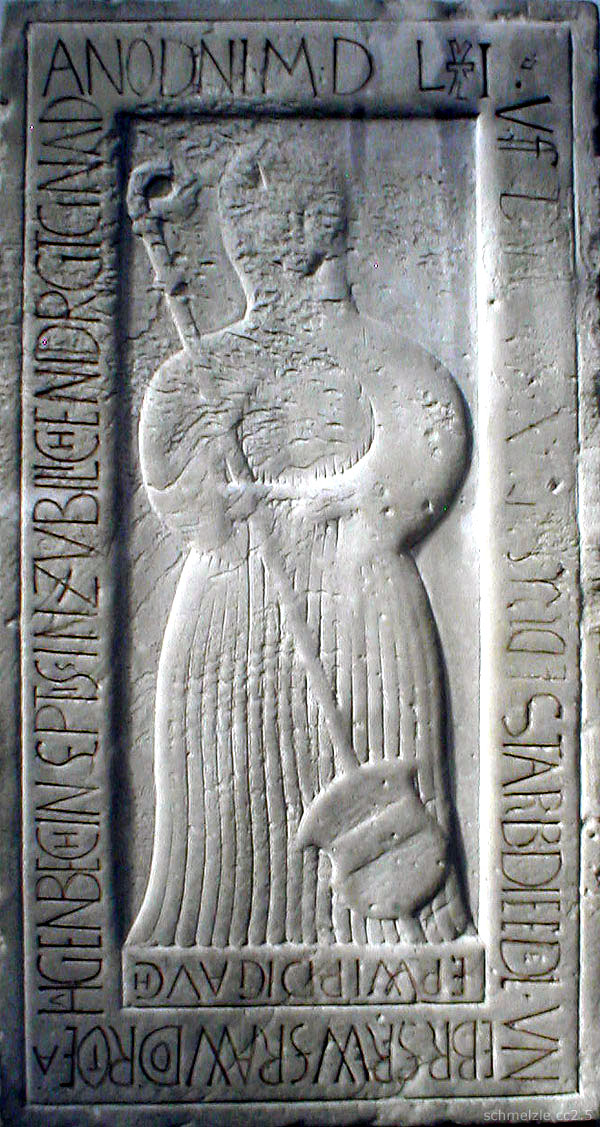
Epitaph Hagenbuchin

## Remise
Bei der Pfarrkirche St. Michael befindet sich die Remise, ein Wirtschaftsgebäude, das 1625 aus den Steinen des abgebrochenen Konventsgebäudes des Klosters errichtet wurde und das Wappen von Erzbischof Johann Schweikhard von Cronberg trägt. Der Bau wurde beim Ausbau der Durchgangsstraße leicht verkürzt und ist seit den 1970er Jahren ein Kindergarten.

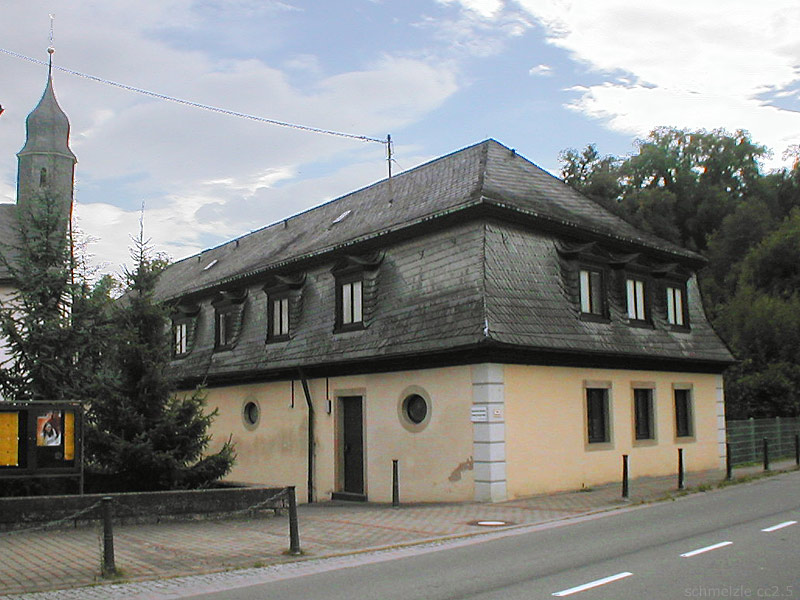
Remise
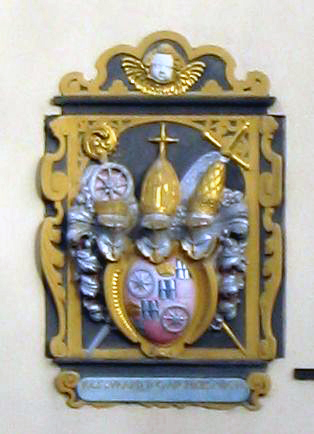
Erzbischöfliches Wappen